# Burnett Heads
Burnett Heads is een plaats in de Australische deelstaat Queensland en telt 2065 inwoners (2006).